# Stokesay Castle
Stokesay Castle er en befæstet herregård fra middelalderen, der ligger ved Stokesay i Shropshire, England. Det er et af de bedst bevarede bygninger af denne type i England. Størstedelen af den nuværende bygning blev opført i slutningen af 1200-tallet af Laurence de Ludlow, og den tidligere borg, hvoraf en del stadig findes. Laurence 'af' Ludlow var en af de ledende uldkøbmænd i England, der brugte borgen som et sikkert privat hjem og som indkomst som kommerciel ejendom. Laurence efterkommere fortsatte med at eje borgen indtil 1500-tallet, hvor den overgik til forskellige private ejere. Ved udbruddet af den engelske borgerkrig i 1641 var Stokesay ejet af William Craven, den første jarl af Craven og støtter af den siddende kong Charles 1.. Efter kavalerernes tabte en stor del af deres krigsindsats i 1645 belejrede rundhovederne borgen i juni og tvang hurtigt garnisonen til at overgive sig. Der blev herefter givet ordre til at ødelægge borgen, så den ikke kunne bruges militært, men der blev kun ødelagt en mindre del af murene. Dette gjorde at Baldwyn-familien kunne fortsætte med at bruge den som hjem indtil slutningen 1600-tallet.
I 1700-tallet udlejede Baldwyn-familien borgen ud til en række landbrugs- og fremstillingsformål. Den gik i forfald, og antikvar John Britton noterede ved et besøg i 1813, at den var blevet "forladt til omsorgssvigt og hurtigt gik mod at blive en ruin". Der blev udført restaureringsarbejde i 1830'erne og 1850'erne af William Craven, den anden jarl af Craven. I 1869 blev Cravens ejendom solgt, grundet stor gæld, til den rige the Craven estate,industrimand John Derby Allcroft, der betalte for endnu en omgang dyr restaurering i 1870. Begge disse ejere forsøgte at begrænse ændringer på de eksisterende bygninger under deres restaureringsarbejde, hvilekt usædvanligt for periode. Borgen blev et populært mål fo rbåde turiste rog kunstnere, og den åbnede formelt for betalende gæster i 1908.
Allcrofts efterkommere fik finansielle problemer i begyndelsen af 1900-tallet, og det blev stadig vanskeligere at dække de omkostninger, der var forbundet med vedligeholde af Stokesay. I 1986 accepterede Jewell Magnus-Allcroft at lade English Heritage overtage driften af Stokesay Castle, og borgen blev helt overdraget til organisationen ved hendes død i 1992. English Heritage har udført omfattende restaureringsarbejde i slutningen af 1980'erne. I 2000-tallet fungerer den som en turistattraktion, og i 2020 havde den 39.218 besøgende.
Arkitektonisk er Stokesay Castle "En af de bedst-bevarede middelalderlige befæstede herregårde i England". Den omfatter bl.a. en storsal med træloft fra 1200-tallet og en portbygninger fra 1600-tallet. Den var aldrig ment som en seriøs militær fæstning, men flere elementer efterligner langt større borge, som Edvard 1. opførte i North Wales, som Caernarfon Castle og Denbigh Castle. Det er en listed building af første grad og et scheduled monument.